# Beginning of the End (1957)
Beginning of the End is een Amerikaanse sciencefictionfilm uit 1957, met in de hoofdrollen Peter Graves en Peggie Castle. De film werd geregisseerd door Bert I. Gordon.

## Verhaal
Journalist Audrey Ames is op weg naar Illinois wanneer ze wordt tegengehouden door het leger. Ze ontdekt dat een klein dorpje verderop vernietigd is en iedereen is geëvacueerd. Ze gaat naar een laboratorium gerund door het ministerie van landbouw. Daar ontmoet ze Dr. Ed Wainwright. Hij vertelt haar dat er iets mis is gegaan tijdens hun experimenten groente te laten groeien met behulp van radioactiviteit. Een paar sprinkhanen zijn het lab binnengevlogen en hebben van de groente gegeten. Daardoor zijn ze tot kolossaal formaat gegroeid. De nu reusachtige beesten verslinden niet alleen alle gewassen die ze op hun pad tegenkomen, maar voeden zich ook met mensen. De beesten begeven zich nu richting Chicago, en het leger wil desnoods de hele stad platgooien met een atoombom om de monsters te vernietigen.

## Rolverdeling
| Acteur              | Personage          |
| ------------------- | ------------------ |
| Peter Graves        | Dr. Ed Wainwright  |
| Peggie Castle       | Audrey Aimes       |
| Morris Ankrum       | Gen. John Hanson   |
| Than Wyenn          | Frank Johnson      |
| Thomas Browne Henry | Col. Tom Sturgeon  |
| Richard Benedict    | Cpl. Mathias       |
| James Seay          | Capt. James Barton |
| John Close          | Maj. Everett       |
| Don C. Harvey       | Guard at lab       |
| Larry J. Blake      | Patrolman          |

## Achtergrond
Bert I. Gordon gebruikte Rear projection om de enorme sprinhanen te maken, afgewisseld met scènes waarin sprinkhanen naast of op foto’s van Chicago werden geplaatst.
De film werd bespot in de cultserie Mystery Science Theater 3000.